# 게마인자메 노름다타이
게마인자메 노름다타이(독일어: Gemeinsame Normdatei, 영어: Integrated Authority File, GND)는 독일 국립도서관이 운영하는 전거 파일이다.

## GND 엔티티 종류
GND에는 7개의 주요 엔티티가 있다:
| 종류 | 의미               |
| ---- | ------------------ |
| p    | 사람 (개인)        |
| n    | 사람 (개인이 아님) |
| k    | 회사               |
| v    | 사건               |
| w    | 작품               |
| s    | 시사 용어          |
| g    | 지질학적 장소      |

## 같이 보기
- LIBRIS
- 가상 국제 전거 파일